# Julia Bartet
Julia Bartet, (Parijs, 28 oktober 1854 - Parijs, 18 november 1941) was een Franse actrice, schrijfster en kunstschilder. 

## Levensloop
Ze werd geboren als Jeanne-Julie Regnault in het gezin van kantoorbediende Charles Ferdinand Regnault (1822-1882) en Marie Malvina Beck (1829-1887) (wasvrouw). Julia had een oudere broer Pierre Edouard (Parijs, 29 september 1853). Ze leerde het vak van hoedenmaakster en werkte in een atelier. In 1873 werd ze moeder van Henri Maurice Regnault; de biologische vader was onbekend.  Op 26 november 1894 overleed haar zoon aan een ernstige ziekte.

### Acteercarrière

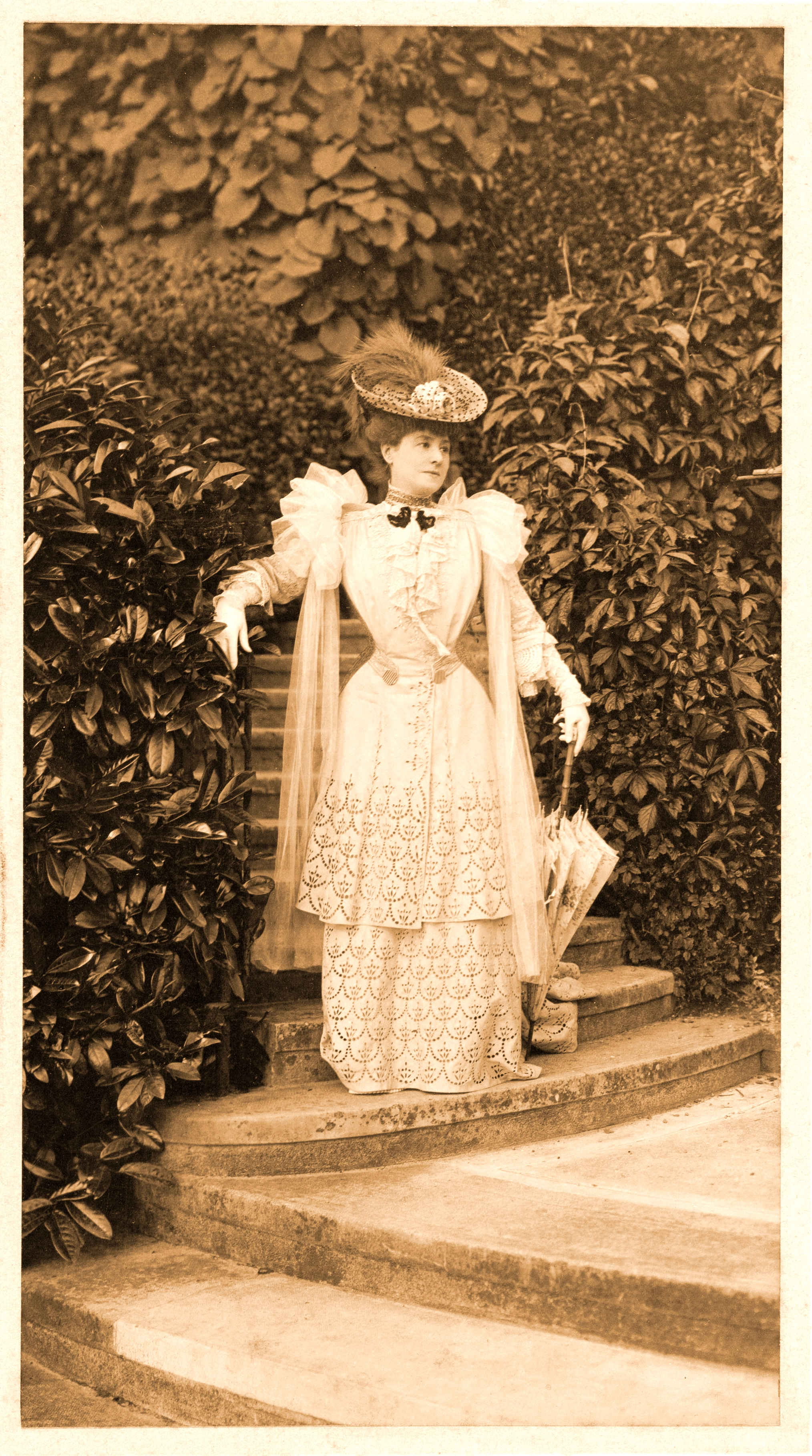
Julia Bartet

- 1872: Op achttienjarige leeftijd ging ze naar het conservatorium bij François-Joseph Regnier.
- 1872: Ze won de tweede prijs voor komedie van het conservatorium, in oktober trad ze voor de eerste keer op in Vaudeville-theater in Parijs, in de rol van Vivette de l'Arlésienne. Ze veranderde haar (artiestennaam) in Julia Bartet, om verwarring te voorkomen met een bekende artieste Alice Regnault. Later ook in rollen van "le Péché Véniel" en "l'Oncle Sam".
- 1874: Ze speelde "Marguerite des Ganaches".
- 1875: Manon in "Manon Lescaut".
- 1876: "Panay Merson" in "Madame Caverlet" van Émile Augier, "Louise" in "Fromont Jeune" en "Risler Aîné" van Alphonse Daudet.
- 1877: "Zuka" in "Dora" van Victorien Sardou.
- 1879: Op 1 september trad zij in dienst bij de Comédie-Française, 16 februari 1880 debuteerde ze in "Daniël Rochat" een komedie in 5 bedrijven van Victorien Sardou.
- 1881: Op 1 januari werd zij lid van de Comédie-Française.
- 1908: In Londen trad ze het gehele seizoen op
- 1909: Ze speelde ook in drie korte films van André Calmettes.
- In 1919 verliet ze het podium. Haar laatste rol bij de Comédie-Française was die van Bérénice in "L'Hérodienne" van Albert du Bois.

### Schrijfster
Tijdens de Eerste Wereldoorlog schreef ze politieke teksten en transcribeerde ze gedichten van infanteriesoldaten, zoals "A la gloire de ceux qu'ils chantent", "A la gloire de ceux qui les ont chantés" en "Quelques poèmes de la guerre transcrits".

### Later leven
Na haar theatercarrière raden Pascal Dagnan-Bouveret en Marcel André Baschet haar aan te gaan schilderen, ze nam les bij Antony Troncet. In de periode 1920-1938 maakte ze honderd schilderijen. Haar werk komt sporadisch voor op veilingen; ze schilderde realistisch voornamelijk bloemen en stillevens, o.a. "Nature morte aux fruits et carafe de vin", "Bouquet de roses et coffret en porcelaine sur un entablement".
Julia Bartet stierf in haar huis in Parijs op 18 november 1941 en werd begraven op de Cimetière de Passy in het graf bij haar in 1894 overleden zoon.

## Eerbewijzen
In 1905 werd ze als eerste actrice onderscheiden met Chevalier de la Légion d'honneur. Ze ontving in 1920 de onderscheiding  Officier de la Légion d'honneur. Op 1 januari 1920 werd ze tot erelid van de Comédie-Française benoemd. Tijdens de haar aangeboden lunch op dinsdag 20 januari 1920 in het Continental Hotel was de Franse president Paul Deschanel aanwezig. 

## Afbeeldingen

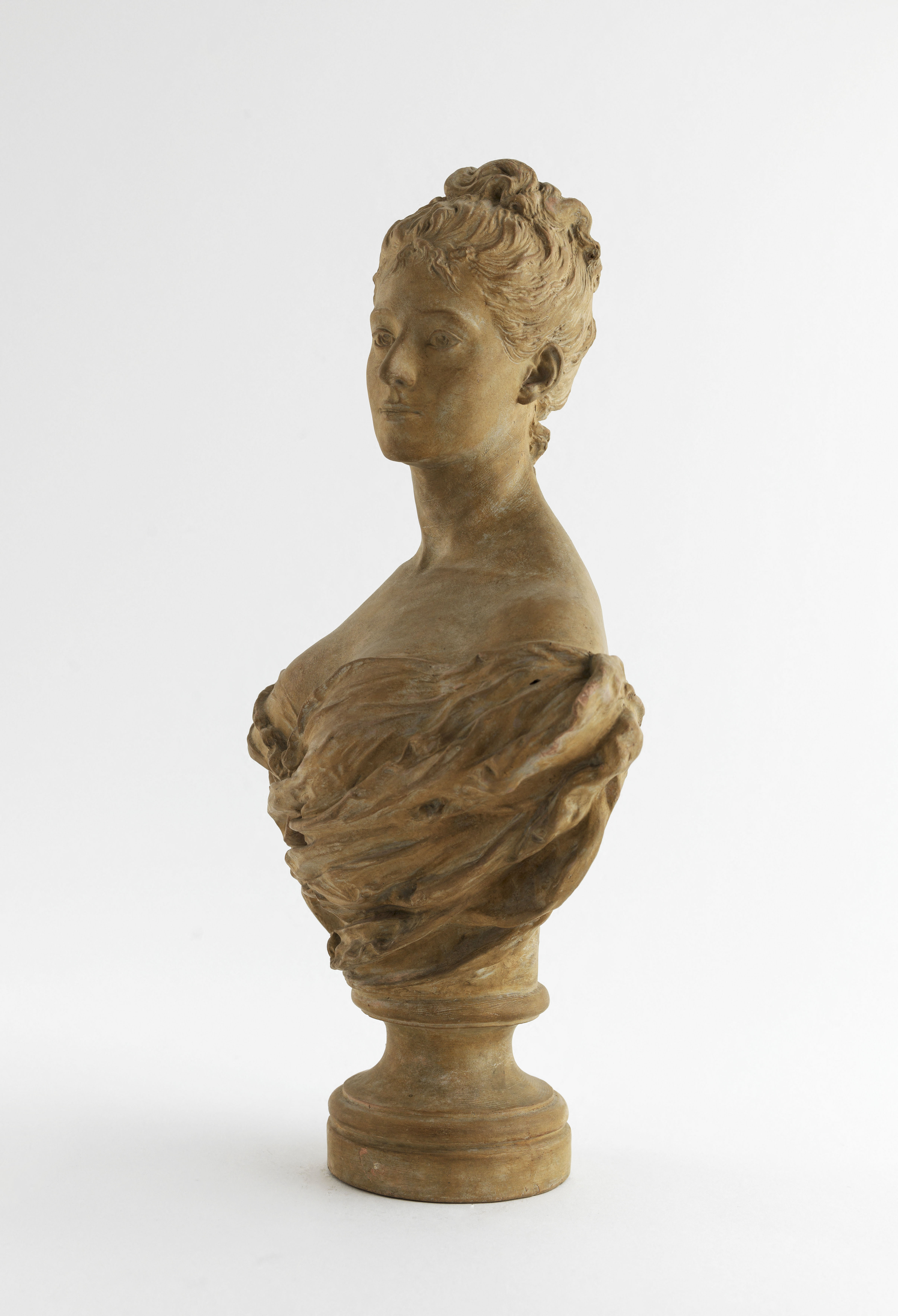
Portrait de Madame Julia Bartet, buste
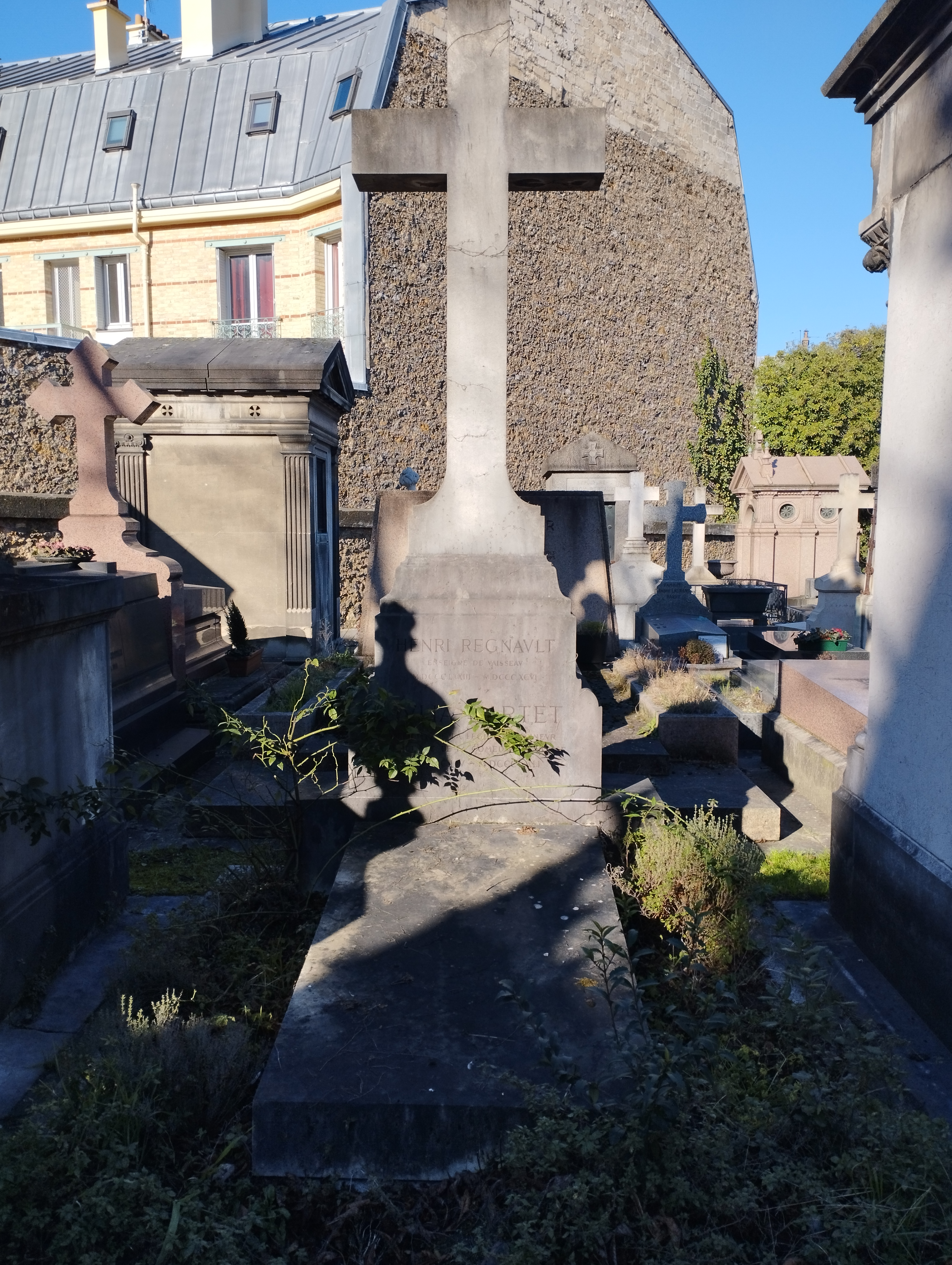
Graf van Henri Regnault en Julia Bartet
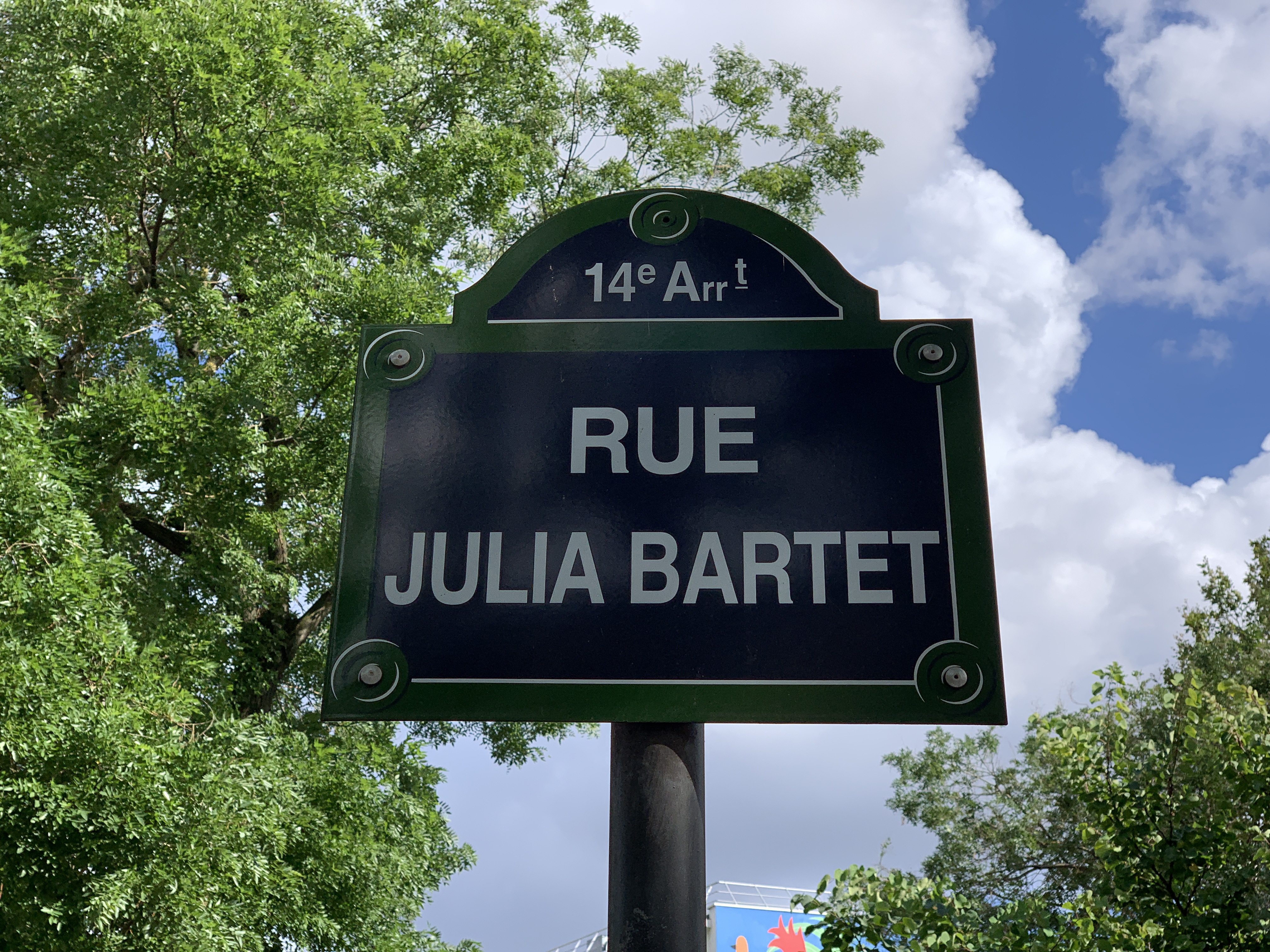
Rue Julia Bartet - 14e arrondissement (Parijs)

## Oeuvre
In theaters speelde ze meer dan 800 producties o.a.
- "Le théâtre parisien de Sarah Bernhardt à Sacha Guitry", vertelster
- "Dire et représenter la tragédie classique", vertelster
- "Vivette de l'Arlésienne" (1872), actrice
- "le Péché Véniel" (1872), actrice
- "l'Oncle Sam (1872), actrice
- "Le chemin de Damas" (1874), actrice
- "Madame Caverlet" (1876), actrice
- "L'impromptu de Versailles" (1880), actrice
- "Le roi s'amuse" (1882), actrice
- "Les Rantzau" (1882), actrice
- "Denise" (1885), actrice
- "Pepa"  (1888), actrice
- "Adrienne Lecouvreur" (1888), actrice
- "Une famille" (1890), actrice
- "Griselidis" (1891), actrice
- "Thermidor" (1891), actrice
- "Jean Darlot" (1892), actrice
- "Par le glaive" (1892), actrice
- "Antigone" (1893), actrice
- "La loi de l'homme" (1897), actrice
- "Tristan de Léonois" (1897), actrice
- "La martyre" (1898), actrice
- "Diane de Lys" (1900), actrice
- "L'énigme" (1901), actrice
- "Le marquis de Priola" (1902), actrice
- "Les Burgraves" (1902), actrice
- "Le dédale" (1903), actrice
- "Notre jeunesse" (1904), actrice
- "Le marquis de Priola" (1905), actrice
- "Amphitryon" (1905), actrice
- "Le duel" (1905), actrice
- "Le réveil" (1905), actrice
- "Ruy Blas" (1906), actrice
- "Marion de Lorme" (1907), actrice
- "Le retour d'Ulysse (1908), actrice
- "Ma Générale" (1908), actrice
- "Les deux hommes" (1908), actrice
- "Le foyer" (1908), actrice
- "Nuit de mai" (1909), actrice
- "Connais-toi" (1909), actrice
- "On ne badine pas avec l'amour" (1910), actrice
- "La brebis perdue" (1911), actrice
- "Après moi" (1911), actrice
- "Iphigénie en Aulide" (1912), actrice
- "Bagatelle" (1912), actrice
- "Sophonisbe" (1913), actrice
- "La nouvelle idole" (1914), actrice
- "Macbeth" (1914), actrice
- "Les femmes savantes" (1914), actrice
- "La révolte" (1914), actrice

### Tekstuele uitgaven
- Causerie sur l'art dramatique (1901), Julia Bartet, Paris : La revue de Paris , 1901
- Causerie sur l'art dramatique (1903), Julia Bartet, Paris : E. Pelletan , 1903.
- A la gloire de ceux qu'ils chantent, à la gloire de ceux qui les ont chantés, quelques poèmes de la guerre transcrits (1915)
- L'interprétation des classiques, Julia Bartet, Albert Dubeux, 1927
- Les vieux récit dramatique en vers dit (1896), Georges Bureau (1870-1940)
- L'interprétation des classiques : Mme Julia Bartet (1927), Albert Dubeux (1894-1979)

## Over Julia Bartet
- A. Joannidès, "Relevé des représentations de Julia Bartet, à la Comédie-Française 1880-1919" (1920)
- Albert Dubeux, "Julia Bartet", monografie van met voorwoord van Maurice Donnay, uitgeverij Henry Plon, Parijs, 1938